# 코노프니쿠프 주택

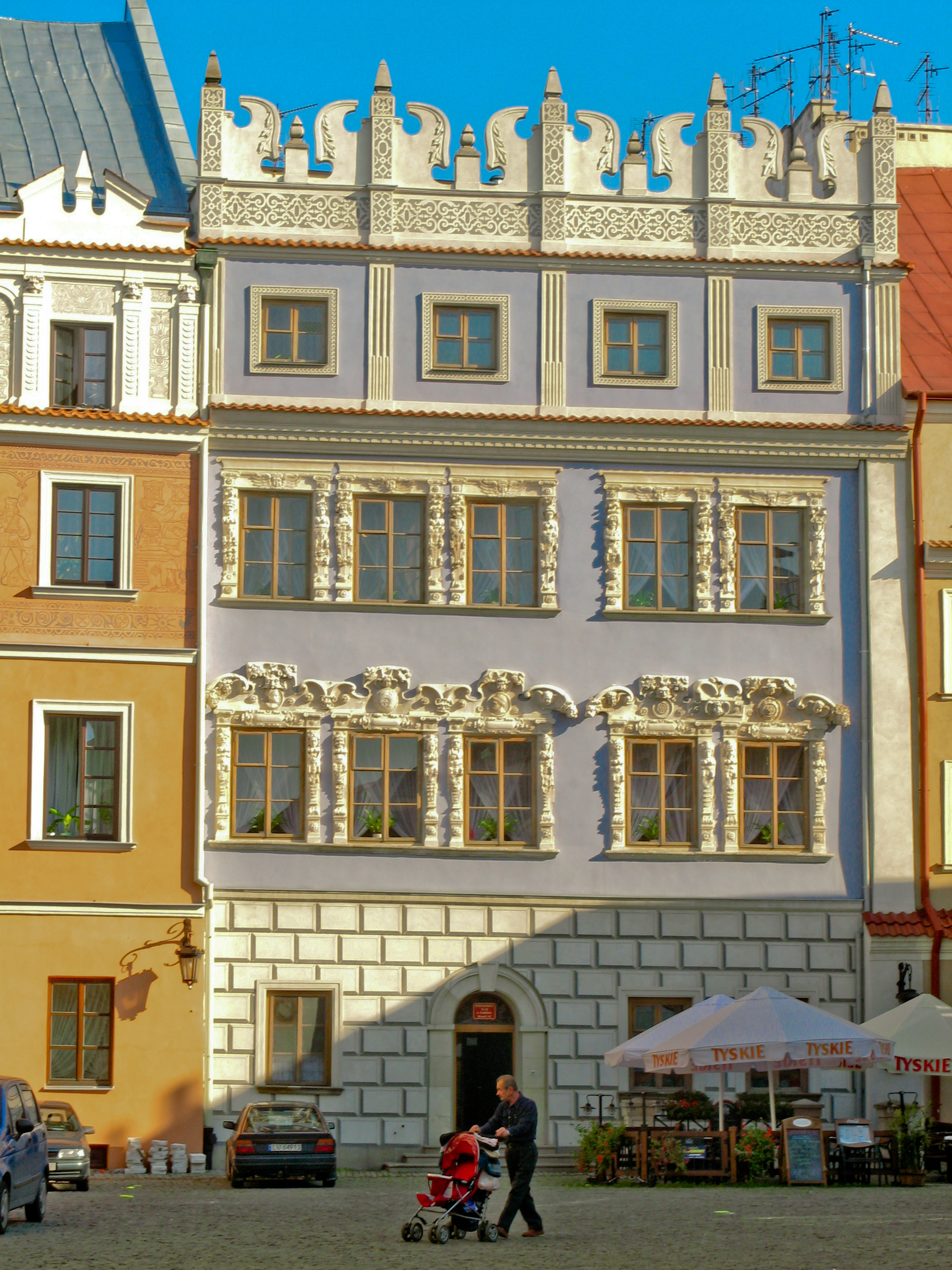
코노프니쿠프 주택

코노프니쿠프 주택(폴란드어: Kamienica Konopniców)은 폴란드 루블린에 있는 연립 주택이다. 루블린 구시가지에 있으며 구시가지에 있는 수많은 연립 주택 중 이 건물이 가장 눈에 띄고 루블린에서 가장 아름다운 연립 주택 중 하나로 여겨진다.

## 장식
연립 주택은 대부분의 구시가지 건물을 파괴한 화재 이후 개조되면서 현재의 모습을 갖게 되었다. 그것은 1575년이었다. 그 후 매너리즘 양식으로 재건되었다.
돌 장식은 석회암에 새겨져 있다. 1층 창문 위에는 화재 후 재건축에 자금을 지원한 연립 주택 소유주인 세바스티안 코노프니카와 그의 아나니 카타지나의 초상화가 있다.
3층과 다락방은 1938~1939년에 재건축되었으며, 19세기 중반 이후 연립주택을 장식하던 것을 대체하였다.